# Rheged

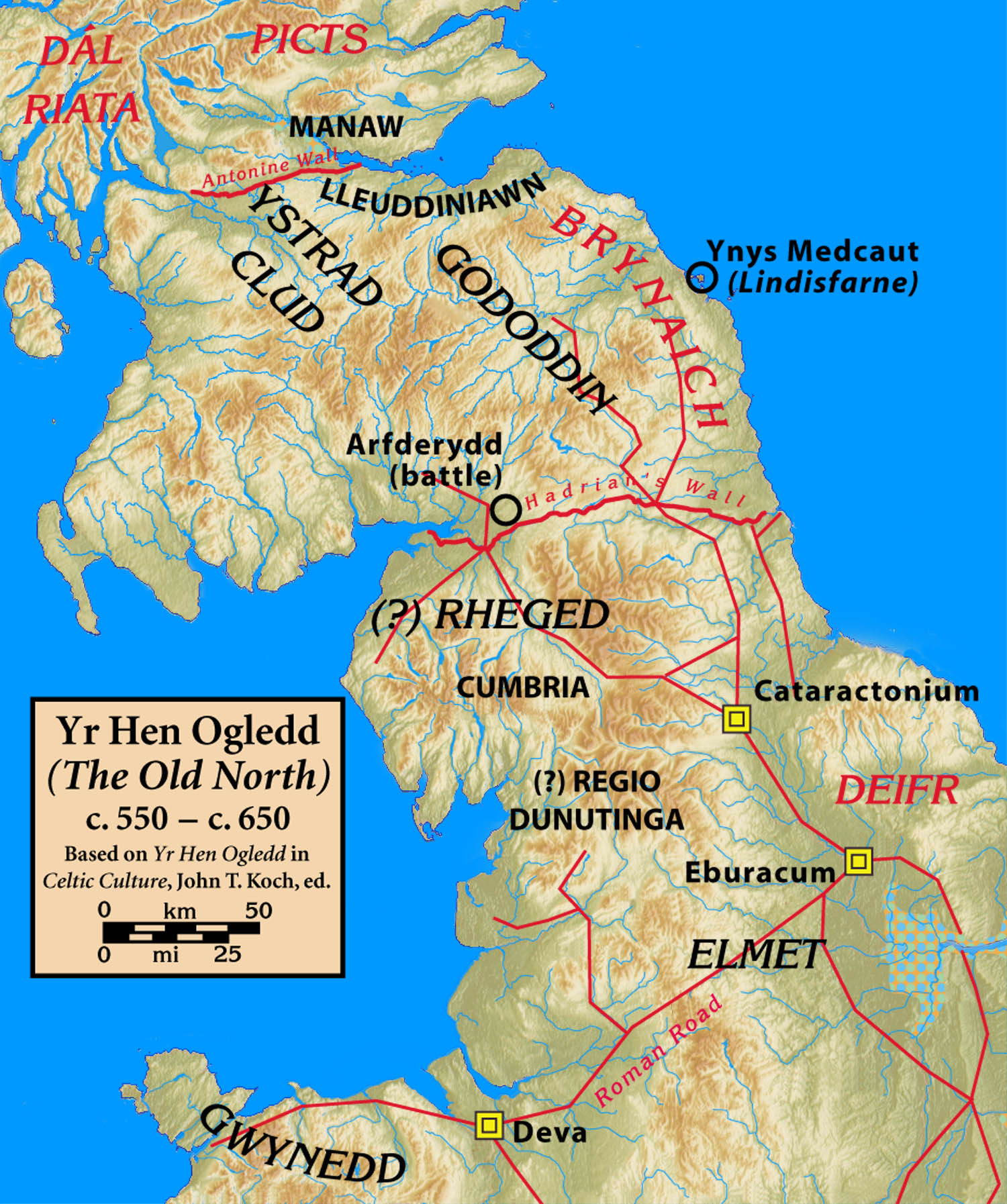
Rheged, omstreeks 550-650

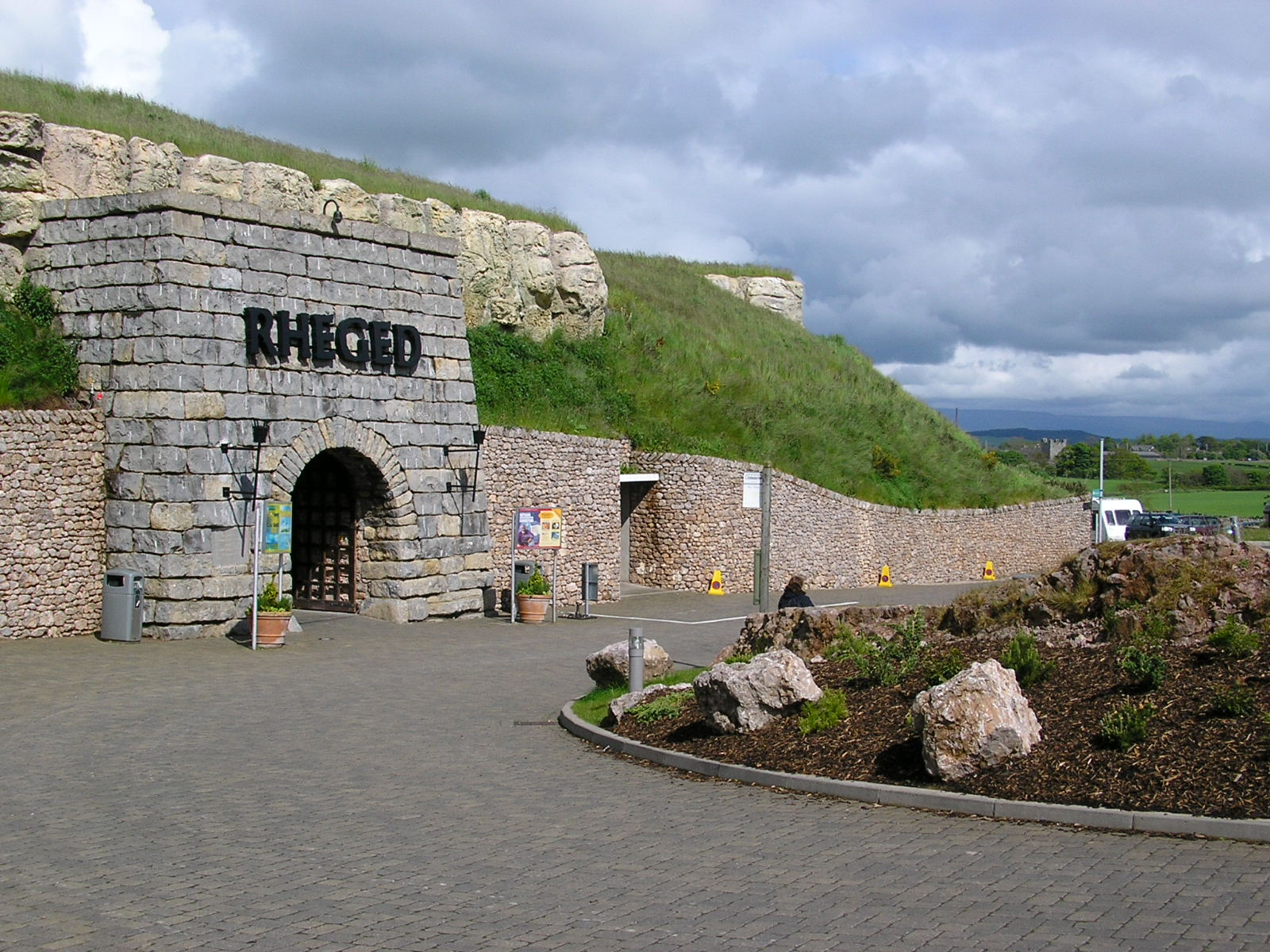
Rheged discovery centre

Rheged was een Brits-Keltisch koninkrijk in het westen van Engeland en het zuiden van Schotland. Er is vrij weinig bekend over het land, maar Taliesin noemt koning Urien als een legendarische koning.
In de 7e eeuw werd het ingelijfd door het Angelsaksische Northumbria, mogelijk na het huwelijk van Oswiu van Northumbria met een prinses uit Rheged.